# Шар-Планина
Шар-Пла́нина (макед. Шар Планина, серб. Шар-планина / Šar-planina, алб. Malet e Sharrit — «пёстрая гора»), или разговорное Шара (макед. Шара, серб. Шара / Šara), или Шар-Даг (тур. Şar Dağ) — горный хребет на Балканском полуострове. Основная часть находится на территории Северной Македонии и Косова, небольшая часть — в Албании. Простирается с северо-востока на юго-запад на 75 км. Высочайшие пики — Титов-Врх (2748 м) и Турчин (2702 м). В южной части горная система продолжается хребтами Кораби (2764 м), Бистра (2163 м), Ябланица (2257 м) и Галичица (2254 м) суммарной протяжённостью 160 км.
Составляющие породы: кристаллические сланцы, известняки, доломиты. Имеются карстовые ландшафты. Склоны гор покрыты смешанными лесами, выше 2000 м — горные луга. На территории Косова в пределах гор Шар организован национальный парк «Шар-Планина», в котором произрастает реликтовая балканская сосна, а также обитают: рысь, бурый медведь, серна, волк, косуля, дикий кабан и другие животные. С македонской стороны часть территории Шара входит в состав национальных парков Маврово и Шар-Планина.
Большая часть гор дендрируются притоками Белого и Чёрного Дрина, восточная часть — притоками реки Вардар. В массиве Шар развивается горнолыжный туризм и скалолазание. У подножий гор ведётся добыча хромовой руды. Горные луга используются под пастбища, особенно — для овец. Область гор особо отмечена производством сыра.
Крупные города: Призрен (Республика Косово/Сербия), Тетово и Гостивар (Северная Македония). Горы Шар изображены на гербе города Скопье и на его флаге.
В античности горы назывались Скард (Скардон, др.-греч. Σκάρδον ὄρος).